# Krakus
Pour l'unité de cavalerie, voir Krakus (cavalerie).

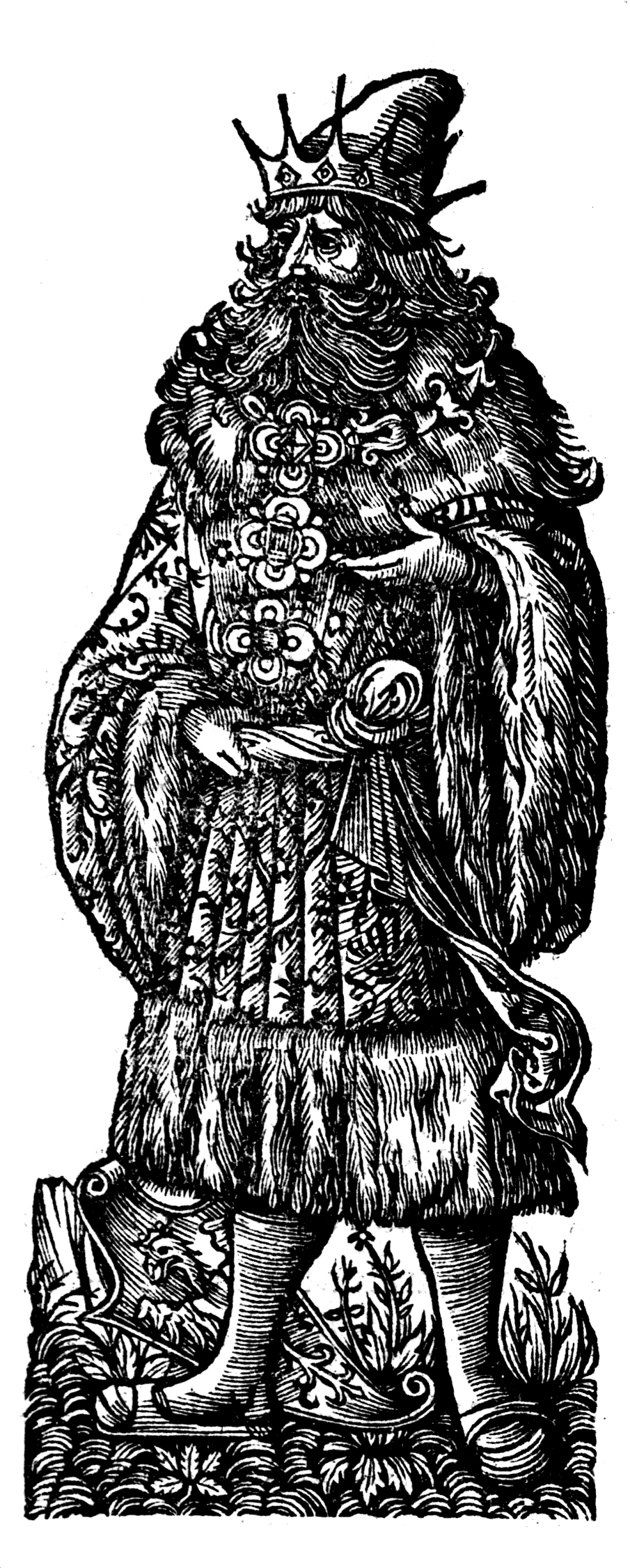
Krakus, gravure sur bois provenant des chroniques de Maciej Miechowit

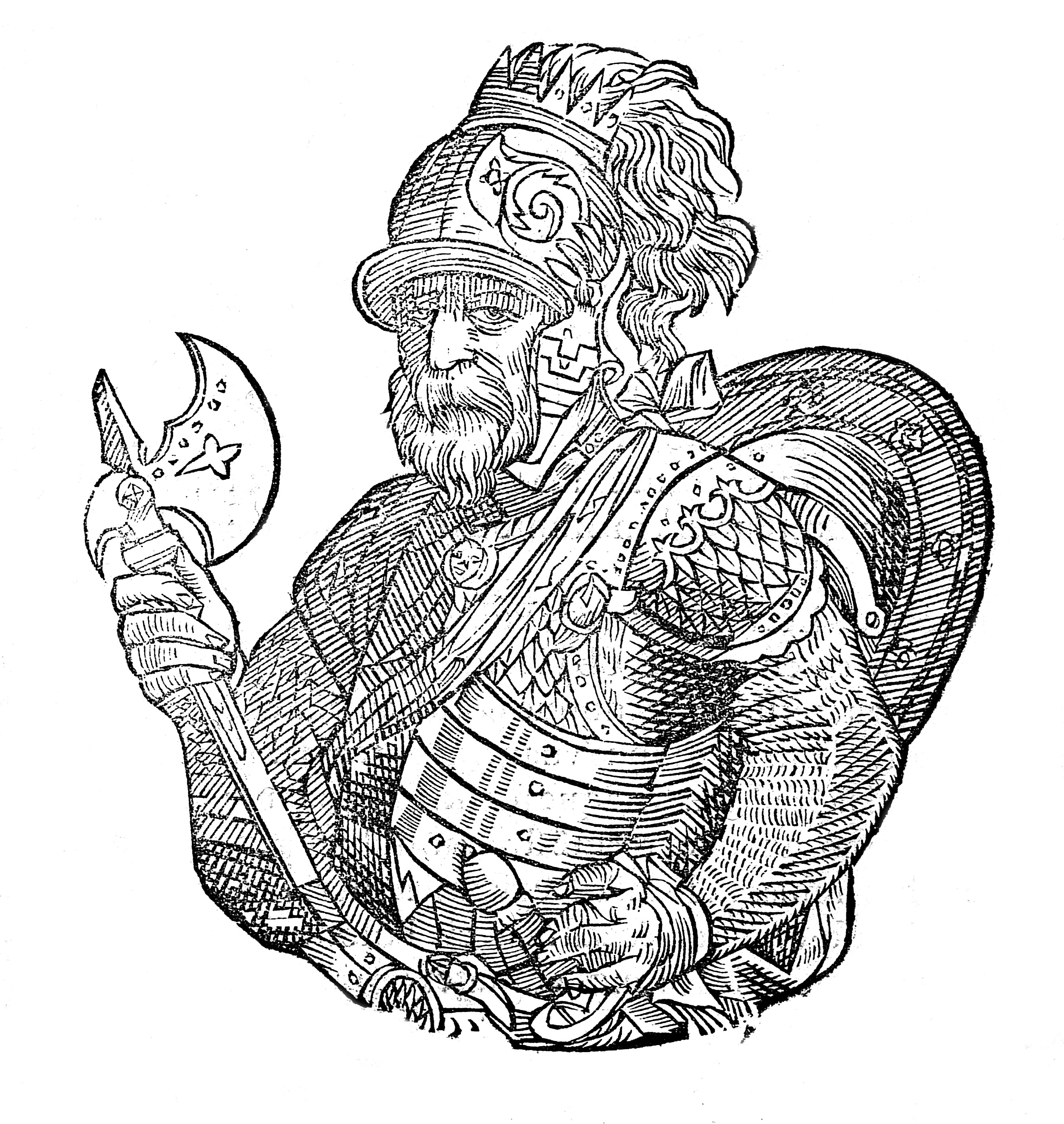
Alessandro Guagnini, Sarmatiae Europeae descriptio, Spira, 1581

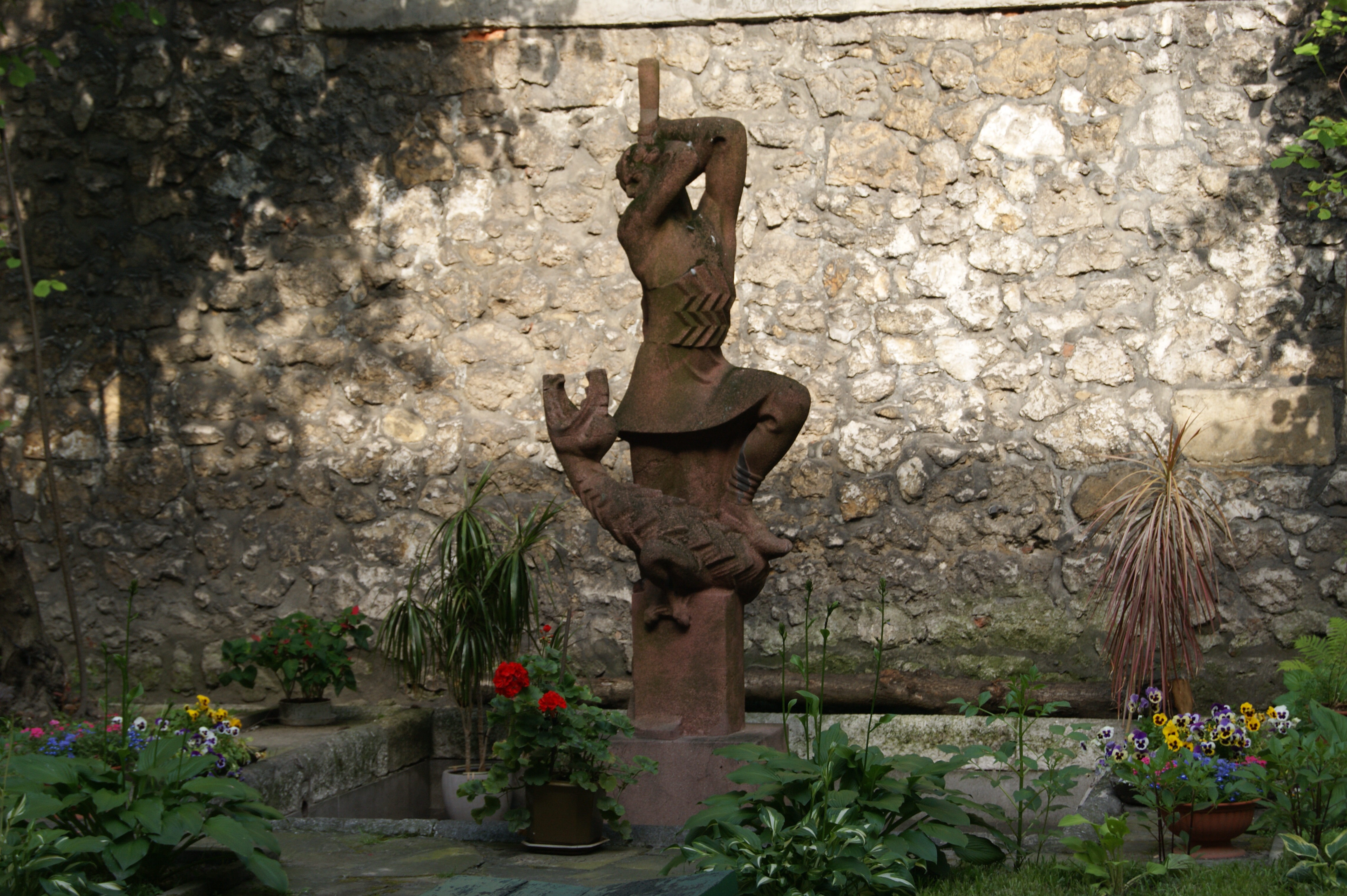
Statue de Krakus à Cracovie

Krakus, connu également sous les patronymes de Krak ou Gracchus, est un souverain légendaire de Pologne, et fondateur de la ville de Cracovie qui lui doit son nom.
D'après le témoignage le plus ancien qui nous soit parvenu (Chronica seu originale regum et principum Poloniae), de l'évêque de Cracovie, Vincent Kadlubek, qui vécut de la fin du XIIe siècle au début du XIIIe, Krakus combattit les peuplades gauloises de Pannonie et de Carinthie, devint roi et organisa un premier État polonais. 
La légende du roi Krakus est liée à celle du dragon du Wawel qu'il finit par faire terrasser par un de ses sujets à qui il aurait promis sa fille Wanda, mais selon d'autres légendes, Wanda se suicida en se jetant dans la Vistule afin d'échapper au mariage avec un prince allemand.
Autour de Cracovie s'élèvent plusieurs tumulus, dont un portant le nom de tumulus de Krakus est situé dans le faubourg de Podgórze, de l'autre côté de la Vistule.